# Dom Aatrialny
Dom Aatrialny – budynek mieszkalny jednorodzinny w Opolu, zaprojektowany przez katowickie biuro architektoniczne KWK Promes, prowadzone przez architekta Roberta Koniecznego. Budowę ukończono w 2006 r. 
Otrzymał tytuł najlepszego domu świata – House of the Year 2006 przyznany przez portal World Architecture News. Projekt został nagrodzony w konkursie International Architecture Awards w 2008. W tym samym roku został też wytypowany do grupy finałowych projektów festiwalu World Architecture Festival w Barcelonie.

## Projekt
Główną ideą projektu było uformowanie budynku wokół atrium – centralnego, zamkniętego dziedzińca, przy jednoczesnym odwróceniu klasycznej idei domu atrialnego. Typowy dom atrialny posiada wejście od zewnątrz, a wszystkie ważne okna domu otwierają się na dziedziniec, który skupia w sobie życie mieszkańców. Projekt katowickiego biura odwraca ten podział – do domu wchodzi się i wjeżdża "od środka", bezpośrednio na dziedziniec, za pomocą zagłębionego w ziemi podjazdu pod budynkiem. Drzwi główne i wejście znajdują się na dziedzińcu, co pozwoliło na otoczenie domu tarasem i otworzenie go na wszystkie strony, co niemożliwe jest w typowym domu, w którym dużą część elewacji zajmuje zwykle wejście, podjazd i garaż. Od tego odwrotnego układu pochodzi nazwa budynku ("dom a-atrialny").
Budynek posiada pewne cechy stylu neomodernistycznego, cechuje go minimalizm i prostota bryły. Zaprojektowano w nim szerokie przeszklenia, otwierające wnętrze domu na otoczenie i łączące je z ogrodem. Powierzchnia użytkowa domu wynosi 526 m², zlokalizowany jest w willowej okolicy na przedmieściach, Opolu – Bierkowicach w trójkącie ulic: Wrocławskiej, Sobótki i Żerkowickiej.